# Krunoslav Lovrek
Krunoslav Lovrek (født 11. september 1979) er en tidligere kroatisk fodboldspiller.